# Búč
Búč (em húngaro: Búcs) é um município da Eslováquia, situado no distrito de Komárno, na região de Nitra. Tem 31,5 km² de área e sua população em 2018 foi estimada em 1.102 habitantes.

## Demografia
| Ano:        | 1994 | 2004    | 2014   | 2024   |
| ----------- | ---- | ------- | ------ | ------ |
| Broj ljudi: | 1337 | 1196    | 1151   | 1118   |
| Razlika:    |      | -10,54% | -3,76% | -2,86% |

| Ano:               | 2023 | 2024   |
| ------------------ | ---- | ------ |
| Número de pessoas: | 1113 | 1118   |
| Diferença:         |      | +0,44% |